# Ricky Dietz
Ricky Dietz ist ein 2019 gegründetes Duo, bestehend aus Peter Fox und Sway Clarke.

## Geschichte
Die Musiker Peter Fox und der aus Toronto stammende Sway Clarke arbeiteten schon länger an gemeinsamen Songs und begannen 2019 damit, sie zu veröffentlichen. Den Gesangsteil übernimmt vor allem Sway Clarke. Unterstützt wird das Duo vom Produzenten Cracker Mallo. Der Projekttitel Ricky Dietz soll mit zwei stereotypen Namen den Kontrast zwischen unterschiedlichen Kulturen verdeutlichen; der Nachname „Dietz“ ist laut Peter Fox eine Hommage an den Fußballspieler Bernard Dietz vom MSV Duisburg.
Musikalisch bewegt sich Ricky Dietz im Bereich Afrobeat, Hip-Hop, Dancehall und R'n'B. Bei ihrer Debüt-Single „Lemonade Drip“ treffen elektronische Sounds auf Reggae-Rhythmen, bei der zweiten Single „Flex Pon You“ verknüpfen sie westafrikanische Shaku-Rhythmen und Berliner Sample-Kultur mit pointierten Wortspielen.
Auf dem Summerjam, dem Juicy Beats und dem Pangea Festival hatte das Duo 2019 seine ersten Auftritte. Im selben Jahr war es bei fünf Seeed-Konzerten der Support Act. Für 2020 ist ein Auftritt auf dem Eurosonic Festival angekündigt.

## Diskografie
Singles:
- Lemonade Drip (2019)
- Flex Pon You (2019)
  - Flex Pon You (feat. Peter Fox) (2019)
  - Flex Pon You (feat. Wiley) [Zdot RMX] (2019)
- Summer (2019)
- Don’t Touch My Face (feat. Leroy Menace & RAVY BANG! & Cracker Mallo & M.I.K. Family) (2020)
- Passion Flute (feat. M.I.K.) (2021)
- Hennessy (feat. ESO.ES & M.I.K.) (2021)

Musikvideos:
- Lemonade Drip (2019)
- Flex Pon You (2019)
- Don’t Touch My Face (2020)
- Passion Flute (2021)
- Hennessy (2021)